# Dolichurus laevis
Dolichurus laevis är en  stekelart som beskrevs av Frederick Smith 1873.
Dolichurus laevis ingår i släktet Dolichurus och familjen Ampulicidae. Inga underarter finns listade i Catalogue of Life.